# Gottfred Eickhoff
Gottfred Poul Georg Eickhoff (11. april 1902 på Frederiksberg – 26. juli 1982) var en dansk billedhugger og professor.
Eickhoff fik få måneders maleundervisning på Harald Giersings malerskole 1926-27 og rejste derefter til Paris, hvor han boede til 1933 med sin kone, maleren Gerda Eickhoff. Han studerede hos billedhuggeren Charles Despiau. I Paris havde han kontakt med andre danske kunstnere som Astrid Noack og Adam Fischer, her mødte han også kunstnerne Paul Cornet, Charles Leplae, Jean Osouf og Han Wezelaar.
Eickhoff udstillede sammen med Grønningen fra 1933 og modtog i 1944 Eckersberg Medaillen og Thorvaldsen Medaillen i 1976; han var professor ved Kunstakademiet 1955-72 Han blev Ridder af Dannebrog 1960 og Ridder af 1. grad 1968.
Efter sin død i 1982 stiftedes en fond i Gottfred og Gerda Eickhoffs navn, hvis formål er dels at sikre erhvervelsen eller deponeringen af parrets værker i offentlige samlinger, dels at støtte økonomisk trængte billedhuggere eller malere 

## Galleri
| - Gottfred Eikhoff Ung pige |